# Zehneria martinez-crovettoi
Zehneria martinez-crovettoi är en gurkväxtart som beskrevs av Keraudr. Zehneria martinez-crovettoi ingår i släktet Zehneria och familjen gurkväxter. Inga underarter finns listade i Catalogue of Life.